# Jamie Freveletti
Jamie Freveletti, née le 8 juillet 1959, est une femme de lettres américaine, auteure de roman policier et de thriller.

## Biographie
Jamie Freveletti grandit dans le village d'Addison (Illinois), à l'ouest de Chicago. Elle amorce des études de droit avant de déménager à Genève afin de les poursuivre et de les compléter. Elle devient avocate.
En 2009, elle publie son premier roman, Running from the Devil avec lequel elle est lauréate du prix Barry 2010 du meilleur thriller et du prix Thriller 2010 du meilleur premier roman. Avec ce roman, elle commence une série consacrée à Emma Caldridge, chimiste et coureuse d'ultramarathon internationale, et Edward Banner de la société de sécurité Darkview.
En août 2011, elle est sélectionnée par les détenteurs des droits de Robert Ludlum pour écrire le prochain roman de la série Le Réseau bouclier. La Vengeance de Janus (The Janus Reprisal) est publié en 2012.
Tout en poursuivant la série Emma Caldridge, elle écrit en 2015 un second roman, The Geneva Strategy, de la série initiée par Robert Ludlum.

## Œuvre

### SérieEmma Caldridge

#### Romans
- Running from the Devil (2009)
- Running Dark (2010)
- The Ninth Day (2011)
- Dead Asleep (2012)
- Blood Run (2017)

#### Novellas
- Risk (2012)
- Gone (2013)
- Run (2013)

### SérieLe Réseau bouclier
Les romans de cette série ont tout d'abord été écrits par Robert Ludlum puis à sa mort par différents auteurs dont Jamie Freveletti.
- The Janus Reprisal (2012) Publié en français sous le titre La Vengeance de Janus, Paris, Grasset, coll. « Grand format », 2014  (ISBN 978-2-246-74181-7) ; réédition, Paris, LGF, coll. « Le Livre de poche. Thriller » no 34277, 2016  (ISBN 978-2-253-08629-1)
- The Geneva Strategy (2015) Publié en français sous le titre La Stratégie de Genève, Paris, Grasset, coll. « Grand format », 2018  (ISBN 978-2-246-81097-1)

## Prix et distinctions

### Prix
- Prix Barry 2010 du meilleur thriller pour Running from the Devil[2]
- Prix Thriller 2010 du meilleur premier roman pour Running from the Devil[3]

### Nominations
- Prix Macavity 2010 du meilleur premier roman pour Running from the Devil[4]